# Siempre habrá un mañana
Siempre habrá un mañana é uma telenovela mexicana, produzida pela Televisa e exibida em 1974 pelo El Canal de las Estrellas.

## Elenco
- Mercedes Carreño
- Eduardo Alcaraz
- Aurora Molina
- Malena Doria
- Rosa Furman
- Gastón Melo
- Mario Casillas
- Eugenia Avendaño
- Gloria Mestre